# Gazi Baba
Gazi Baba (in macedone Гази Баба?) è uno dei dieci comuni che compongono la città di Skopje. La sua popolazione è di 72 617 abitanti (dati 2002).

## Geografia fisica
Il comune confina a sud con Studeničani, Aerodrom e Petrovec, con Centar, Čair e Butel a ovest, con Lipkovo a nord-est e con Aračinovo e Ilinden a est.

## Società

### Evoluzione demografica
La popolazione è così suddivisa dal punto di vista etnico:
- Macedoni: 53 497
- Albanesi: 12 502
- Serbi: 2 097
- Rrom: 2 082

## Amministrazione

### Gemellaggi
- Gaziantep
- Scutari
- Velenje

## Località
Il comune è composto dalle seguenti località:
- Avtokomanda
- Metodija Andonov - Čento
- Železara
- Madzari
- Hipodrom
- Triangla
- Keramidnica
- Indzikovo (villaggio)
- Trubarevo (villaggio)
- Stajkovci (villaggio)
- Creševo (Tzreševo) (villaggio)
- Smiljkovci (villaggio)
- Raštak (villaggio)
- Bulačani (villaggio)
- Jurumleri (villaggio)
- Idrizovo (villaggio)
- Singelić (villaggio)